# Rete tranviaria di Daugavpils
La rete tranviaria di Daugavpils è la rete tranviaria che serve la città lettone di Daugavpils.

## Rete
La rete è composta di tre linee:
- 1 Butļerova iela - Stacija
- 2 Butļerova iela - Forštadte
- 3 Stropi - Cietoksnis